# Cristian Romero
Cristian Romero, né le 27 avril 1998 à Córdoba en Argentine, est un footballeur international argentin évoluant actuellement au poste de défenseur central à Tottenham Hotspur.

## Carrière

### En club

#### CA Belgrano
Né à Córdoba en Argentine, Cristian Romero fait ses débuts chez les professionnels avec le club argentin du CA Belgrano lors de la saison 2016-2017. Il participe avec cette équipe à la Copa Sudamericana.

#### Genoa CFC
Romero est recruté en juillet 2018 par le Genoa CFC pour environ 1,65 million d'euros. Il fait ses débuts lors d'un gros match, en étant titularisé en championnat le 20 octobre 2018 contre la Juventus de Turin. Un match que le Genoa ne perd pas, réalisant un bon nul (1-1) au Juventus Stadium. Une semaine plus tard, il est de nouveau titulaire, et marque son premier but avec sa nouvelle équipe, contre l'Udinese Calcio. Un match qu'il ne termine pas puisqu'il est expulsé après avoir écopé d'un second carton jaune. Le score final de cette rencontre est encore un nul (2-2).
En mars 2019, des rumeurs de transferts font état d'un fort intérêt de la Juventus de Turin pour Cristian Romero,.
Le 12 juillet 2019, la Juventus de Turin annonce le recrutement de Cristian Romero pour une transaction de 26 millions d'euros, plus des bonus. Le club précise aussi que le joueur est prêté pour la saison à venir dans son ancien club, le Genoa CFC. Il rejoindra donc la Juventus à l'été 2020.

#### Atalanta Bergame
Le 5 septembre 2020 Cristian Romero est prêté par la Juventus à l'Atalanta Bergame, avec option d'achat. Il joue son premier match sous ses nouvelles couleurs le 30 septembre 2020, lors d'un match de championnat face à la Lazio Rome. Il entre en jeu à la place de Berat Djimsiti lors de cette rencontre remportée par son équipe sur le score de quatre buts à un. Romero découvre la Ligue des champions avec l'Atalanta, jouant son premier match dans la compétition le 21 octobre 2020 contre le FC Midtjylland. Il est titulaire et son équipe l'emporte (0-4 score final). Il inscrit son premier but pour l'Atalanta lors du match retour face au FC Midtjylland, le 1er décembre 2020 en égalisant de la tête sur un service de Hans Hateboer (1-1 score final).
Romero est élu meilleur défenseur de Serie A lors de cette saison 2020-2021.

#### Tottenham Hotspur
Le 6 août 2021, Cristian Romero est prêté par l'Atalanta au club anglais de Tottenham Hotspur, accord comprenant une option d'achat. Il fait ses débuts lors du match d'ouverture de la saison 2021-2022 de Premier League, le 15 août 2021 face à Manchester City. Il entre en jeu en fin de partie à la place de Pierre-Emile Højbjerg et son équipe l'emporte par un but à zéro,.
Le 16 mars 2022, Cristian Romero inscrit son tout premier but à la 38e minute de jeu contre l'équipe de Brighton & Hove Albion, lors de son 23e match avec Tottenham Hotspur. Il marque de la tête sur un service de Dejan Kulusevski, et son équipe l'emporte par deux buts à zéro.
Romero marque dès la première journée de la saison 2023-2024 de Premier League, face au Brentford FC. Il ouvre le score de la tête sur un service de James Maddison, et les deux équipes se neutralisent (2-2 score final).
Le 24 août 2024, lors de la deuxième journée de la saison 2024-2025 Romero marque son premier but de la saison, contre l'Everton FC, participant à la victoire de son équipe par quatre buts à zéro,.
En août 2025, après le départ de Son Heung-min, Romero est nommé capitaine de Tottenham afin de succéder au sud-coréen. Quelques jours plus tard, il prolonge son contrat jusqu'en 2029.

### En sélection
En 2017, il dispute avec la sélection argentine des moins de 20 ans le championnat sud-américain des moins de 20 ans organisée en Équateur. Il joue sept matchs lors de cette compétition, qui voit l'Argentine prendre la quatrième place.
Cristian Romero honore sa première sélection avec l'équipe nationale d'Argentine le 4 juin 2021, contre le Chili. Il est titularisé et les deux équipes se neutralisent (1-1). Pour sa première, le défenseur de l'Atalanta fait bonne impression en se montrant solide dans la défense argentine. Il inscrit son premier but en sélection cinq jours plus tard contre la Colombie. Il ouvre le score de la tête sur un service de Rodrigo De Paul. Les deux équipes se séparent sur un match nul ce jour-là (2-2). Romero fait partie de la liste des 28 joueurs retenus par Lionel Scaloni, le sélectionneur de L'Albiceleste, pour participer à la Copa América 2021.
Le 11 novembre 2022, il est sélectionné par Lionel Scaloni pour participer à la Coupe du monde 2022. L'Argentine se hisse jusqu'en finale où elle affronte la France le 18 décembre 2022. Au bout du suspense, les deux équipes se neutralisent, allant jusqu'aux prolongations (3-3), avant de se départager aux tirs au but. L'Argentine sort vainqueur de cette séance et est sacrée championne du monde.

## Statistiques

### Statistiques en club
| Saison                | Club                     | Championnat           | Championnat | Championnat | Coupe nationale | Coupe nationale | Coupe de la Ligue | Coupe de la Ligue | Compétition(s) continentale(s) | Compétition(s) continentale(s) | Compétition(s) continentale(s) | Supercoupe de l'UEFA | Supercoupe de l'UEFA | Total | Total |
| Saison                | Club                     | Division              | M.          | B.          | M.              | B.              | M.                | B.                | Comp.                          | M.                             | B.                             | M.                   | B.                   | M.    | B.    |
| 2016                  | CA Belgrano              | Primera Division      | 13          | 0           | -               | -               | -                 | -                 | CS                             | 2                              | 0                              | -                    | -                    | 15    | 0     |
| 2017-2018             | CA Belgrano              | Primera Division      | 3           | 0           | 1               | 0               | -                 | -                 | -                              | -                              | -                              | -                    | -                    | 4     | 0     |
| Sous-total            | Sous-total               | Sous-total            | 16          | 0           | 1               | 0               | -                 | -                 | -                              | 2                              | 0                              | -                    | -                    | 19    | 0     |
| 2018-2019             | Genoa CFC                | Serie A               | 27          | 2           | -               | -               | -                 | -                 | -                              | -                              | -                              | -                    | -                    | 27    | 2     |
| 2019-2020             | Genoa CFC (prêt)         | Serie A               | 30          | 1           | 3               | 0               | -                 | -                 | -                              | -                              | -                              | -                    | -                    | 33    | 1     |
| Sous-total            | Sous-total               | Sous-total            | 57          | 3           | 3               | 0               | -                 | -                 | -                              | -                              | -                              | -                    | -                    | 60    | 3     |
| 2020-2021             | Atalanta Bergame (prêt)  | Serie A               | 31          | 2           | 4               | 0               | 0                 | 0                 | C1                             | 7                              | 1                              | -                    | -                    | 42    | 3     |
| 2021-2022             | Tottenham Hotspur (prêt) | Premier League        | 22          | 1           | 2               | 0               | 2                 | 0                 | C4                             | 4                              | 0                              | -                    | -                    | 30    | 1     |
| 2022-2023             | Tottenham Hotspur        | Premier League        | 27          | 0           | -               | -               | -                 | -                 | C1                             | 7                              | 0                              | -                    | -                    | 34    | 0     |
| 2023-2024             | Tottenham Hotspur        | Premier League        | 33          | 5           | 1               | 0               | -                 | -                 | -                              | -                              | -                              | -                    | -                    | 34    | 5     |
| 2024-2025             | Tottenham Hotspur        | Premier League        | 18          | 1           | -               | -               | 1                 | 0                 | C3                             | 7                              | 0                              | -                    | -                    | 26    | 1     |
| 2025-2026             | Tottenham Hotspur        | Premier League        | 1           | 0           | -               | -               | 0                 | 0                 | C1                             | 0                              | 0                              | 1                    | 1                    | 2     | 1     |
| Sous-total            | Sous-total               | Sous-total            | 102         | 7           | 3               | 0               | 3                 | 0                 | -                              | 17                             | 0                              | 1                    | 1                    | 126   | 8     |
| Total sur la carrière | Total sur la carrière    | Total sur la carrière | 205         | 12          | 11              | 0               | 3                 | 0                 | -                              | 26                             | 1                              | 1                    | 1                    | 246   | 14    |

### En sélection nationale
| Saison                | Sélection             | Phases finales        | Phases finales | Phases finales | Phases finales | Éliminatoires CDM | Éliminatoires CDM | Éliminatoires CDM | Matchs amicaux | Matchs amicaux | Matchs amicaux | Total | Total | Total |
| Saison                | Sélection             | Compétition           | M              | B              | Pd             | M                 | B                 | Pd                | M              | B              | Pd             | M     | B     | Pd    |
| --------------------- | --------------------- | --------------------- | -------------- | -------------- | -------------- | ----------------- | ----------------- | ----------------- | -------------- | -------------- | -------------- | ----- | ----- | ----- |
| 2020-2021             | Argentine             | Copa América 2021     | 3              | 0              | 0              | 2                 | 1                 | 0                 | -              | -              | -              | 5     | 1     | 0     |
| 2021-2022             | Argentine             | Finalissima 2022      | 1              | 0              | 0              | 5                 | 0                 | 0                 | -              | -              | -              | 6     | 0     | 0     |
| 2022-2023             | Argentine             | Coupe du monde 2022   | 7              | 0              | 0              | -                 | -                 | -                 | 4              | 1              | 0              | 11    | 1     | 0     |
| 2023-2024             | Argentine             | Copa América 2024     | 5              | 0              | 0              | 6                 | 0                 | 0                 | 3              | 1              | 1              | 14    | 1     | 1     |
| 2024-2025             | Argentine             | -                     | -              | -              | -              | 8                 | 0                 | 0                 | -              | -              | -              | 8     | 0     | 0     |
| Total sur la carrière | Total sur la carrière | Total sur la carrière | 16             | 0              | 0              | 21                | 1                 | 0                 | 7              | 2              | 1              | 44    | 3     | 1     |

## Palmarès
| Atalanta Bergame                      | Tottenham Hotspur (1)                   | Équipe d'Argentine (4) |
| ------------------------------------- | --------------------------------------- | --- |
| - Coupe d'Italie - Finaliste en 2021. | Ligue Europa (1) : - Vainqueur en 2025’ | - Copa América (2) - Vainqueur en 2021 et 2024. - Coupe des champions CONMEBOL–UEFA (1) - Vainqueur en 2022. - Coupe du monde (1) - Vainqueur en 2022. |

### Distinctions individuelles
- Élu meilleur défenseur de Serie A en 2021.
- Membre de l'équipe type de la Copa América 2021.
- Membre de l'équipe type de la Copa América 2024.
- Meilleur joueur de la Ligue Europa 2025